# Microrhina eburata
Microrhina eburata är en tvåvingeart som beskrevs av Krober 1928. Microrhina eburata ingår i släktet Microrhina och familjen svävflugor. Inga underarter finns listade i Catalogue of Life.